# Alicia Herrera
Alicia Herrera es una deportista venezolana que compitió en judo. Ganó dos medallas de plata en el Campeonato Panamericano de Judo, en los años 1998 y 1999.

## Palmarés internacional
| Campeonato Panamericano | Campeonato Panamericano         | Campeonato Panamericano | Campeonato Panamericano |
| Año                     | Lugar                           | Medalla                 | Categoría               |
| ----------------------- | ------------------------------- | ----------------------- | ----------------------- |
| 1998                    | Santo Domingo (Rep. Dominicana) | Medalla de plata        | –57 kg                  |
| 1999                    | Montevideo (Uruguay)            | Medalla de plata        | –57 kg                  |